# مكعب مستحيل

الخداع البصري بالمكعب.

المكعب المستحيل أو المكعب غير العقلاني (بالإنجليزية: Impossible cube) هو أحد الأشكال المستحيلة، اخترعه الفنان ماوريتس كورنيليس إيشر، والذي صوّره عبر مشهد لطفل يجلس أسفل بناية حاملا مكعبا غير معقول.
ويستند باقي المشهد على نفس المبدأ، حيث يمتد سلم من داخل الطابق الأول ويؤدي إلى خارج الثاني.